# Moby Dada
Il Moby Dada è stato un traghetto, appartenuto alla compagnia di navigazione italiana Moby Lines dal 2016 al 2025.

## Servizio
Varato il 25 luglio 1980 nel cantiere navale Oy Wärtsilä Ab con il nome di Finlandia e consegnato il 27 marzo 1981 alla Silja Line, viene battezzato il 30 marzo successivo ad Abö dalla madrina Tellervo Koivisto, moglie dell'allora presidente finlandese Mauno Koivisto.
Dopo aver eseguito varie traversate di prova tra Stoccolma e Helsinki, prende ufficialmente servizio sulla medesima rotta a partire dal 13 aprile 1981.
Dal 10 gennaio al 10 marzo 1982 viene sottoposto a lavori di rifacimento della prua, gravemente danneggiata dalle tempeste autunnali, nel cantiere di costruzione di Turku, per un costo totale di circa 5 milioni di marchi finlandesi.

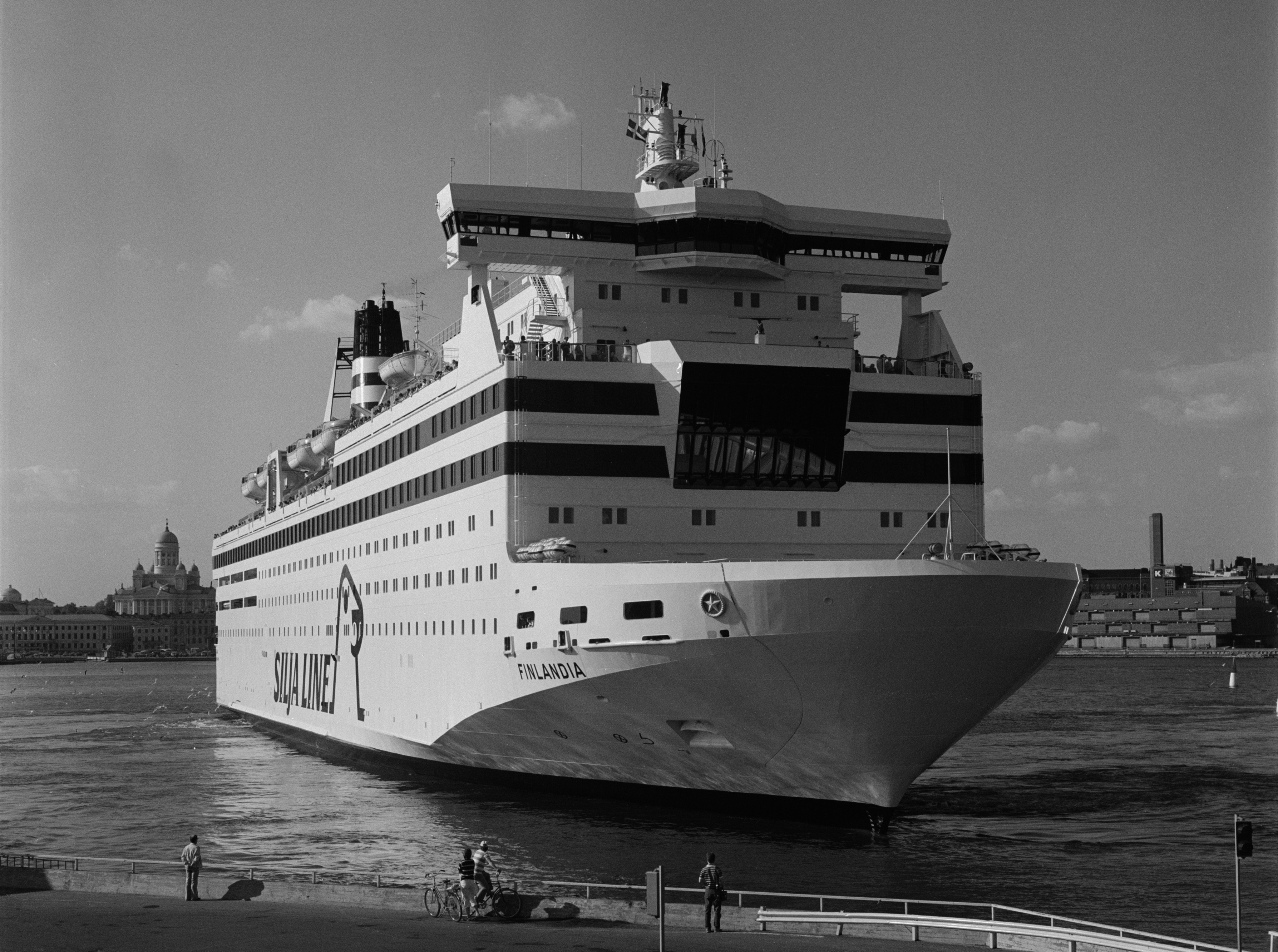
Il Finlandia in manovra ad Helsinki nel 1982.

Il 1º novembre 1982 entra in collisione con il peschereccio Jutlanda a causa della fitta nebbia al largo di Gråhara, riuscendo tuttavia a raggiungere Helsinki senza problemi.
Dal 19 al 23 maggio 1984 esegue una minicrociera per i 150 anni di Wärtsilä, durante la quale viene anche ospitata a bordo la coppia presidenziale dei Koivisto.
Il 22 settembre 1988 viene ceduto alla banca svedese Suomen Yrtysrahoitus Oy per circa 200 milioni di marchi finlandesi, continuando ad operare per Silja Line. L'operazione fu necessaria per finanziare le costruzioni dei nuovi Silja Serenade e Silja Symphony.
Il 28 febbraio 1989 partecipa alle operazioni di soccorso di uomo caduto dall'Olympia.
A dicembre 1989 viene ceduto alla DFDS, terminando il servizio per Silja Line il 5 maggio 1990 e venendo trasferito il giorno successivo a Göteborg.
Ribattezzato Queen Of Scandinavia l'11 maggio successivo, prende servizio a partire dal 1º giugno nei collegamenti tra Copenaghen, Helsingborg e Oslo.
Dal 3 gennaio 2000 viene sottoposto a lavori di manutenzione nei cantieri navali di Danzica, durante i quali vengono montate delle nuove controcarene ed un ducktail per aumentarne la sicurezza e la stabilità e viene eliminata la celata di prua con conseguente ricostruzione della prua, tornando in servizio sulla stessa linea a partire dal 19 febbraio successivo.
Dal 28 giugno 2001 viene impiegato dulla IJmuiden-Newcastle.

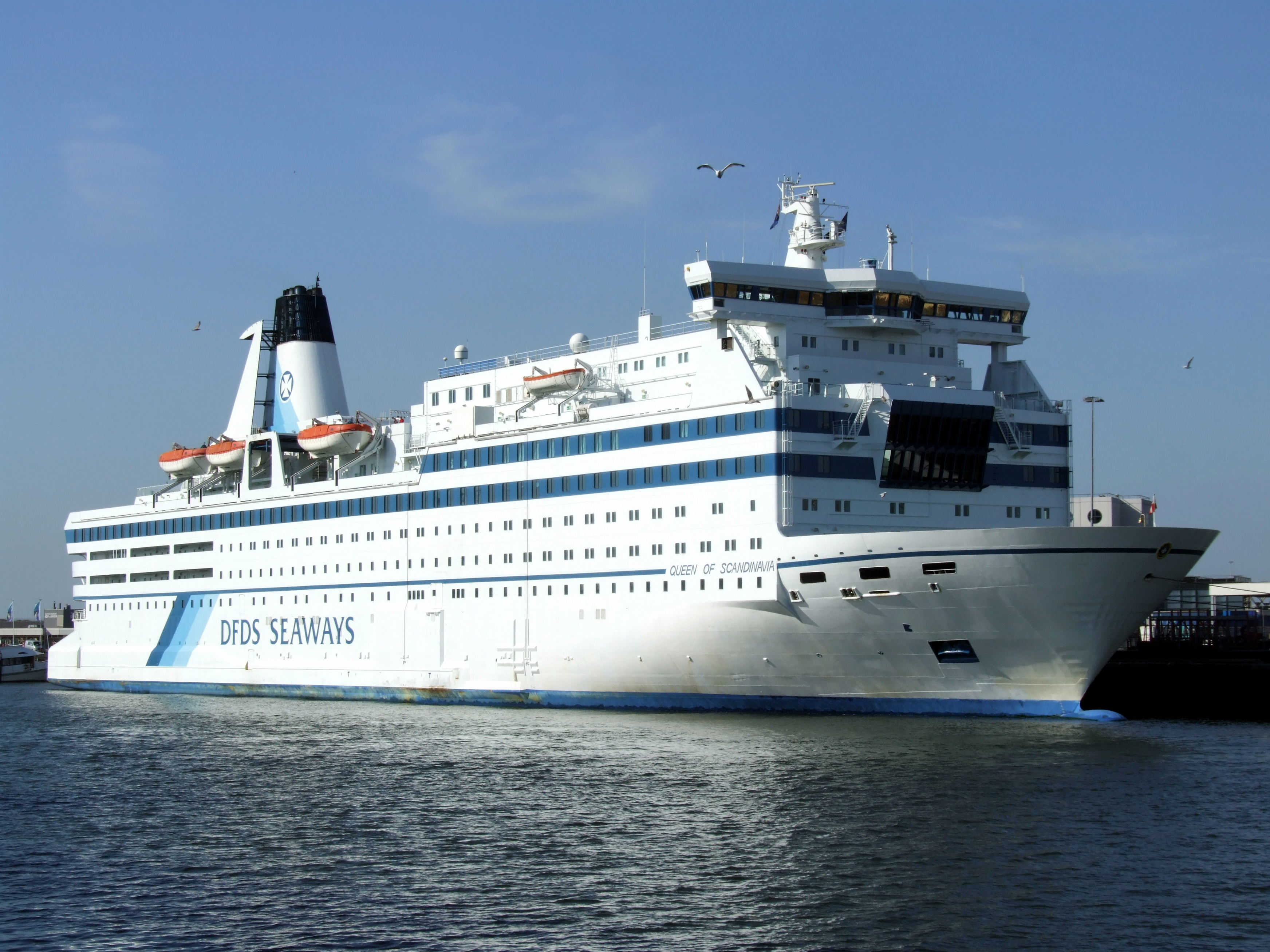
Il Queen Of Scandinavia ormeggiato a IJmuiden nel 2005.

Il 29 maggio 2007 prende servizio nei collegamenti tra Newcastle, Stavanger, Haugesund e Bergen.
Il 26 novembre 2007, durante la sosta a Bergen, rompe gli ormeggi a causa del forte vento, andandosi a schiantare con la prua contro la nave da ricerca HU Svedrup II. Successivamente viene riormeggiato a banchina con l'aiuto di un rimorchiatore.
Il 3 settembre 2008,in seguito alla decisione di DFDS di chiudere la rotta su cui operava il Queen Of Scandinavia, viene disarmato a Korsør.
Dal 23 gennaio 2009 viene noleggiato alla Alstom Power Sweden ed impiegato come hotel galleggiante nel porto di Oskarshamn per gli addetti allo smantellamento di una vecchia centrale nucleare. Nell'aprile successivo scoppia un incendio a bordo del traghetto, prontamente domato dall'equipaggio.
Nel febbraio 2009 il Queen of Scandinavia viene noleggiato alla Alstom, che lo impiegò come albergo per il personale impegnato in operazioni di manutenzione della centrale nucleare di Oskarshamn. 
Terminato il noleggio il 18 giugno 2009, viene disarmato nel porto di Klaipeda.
Dal 2 al 22 dicembre 2009 viene noleggiato alla polizia di stato danese ed impiegato come hotel galleggiante a Copenaghen durante una conferenza ambientale.
L'8 febbraio 2010 viene noleggiato alla St. Peter's Line, il 10 aprile ribattezzato Princess Maria e a partire dal 23 aprile opera sulla San Pietroburgo-Helsinki-Stoccolma-Tallin-San Pietroburgo.

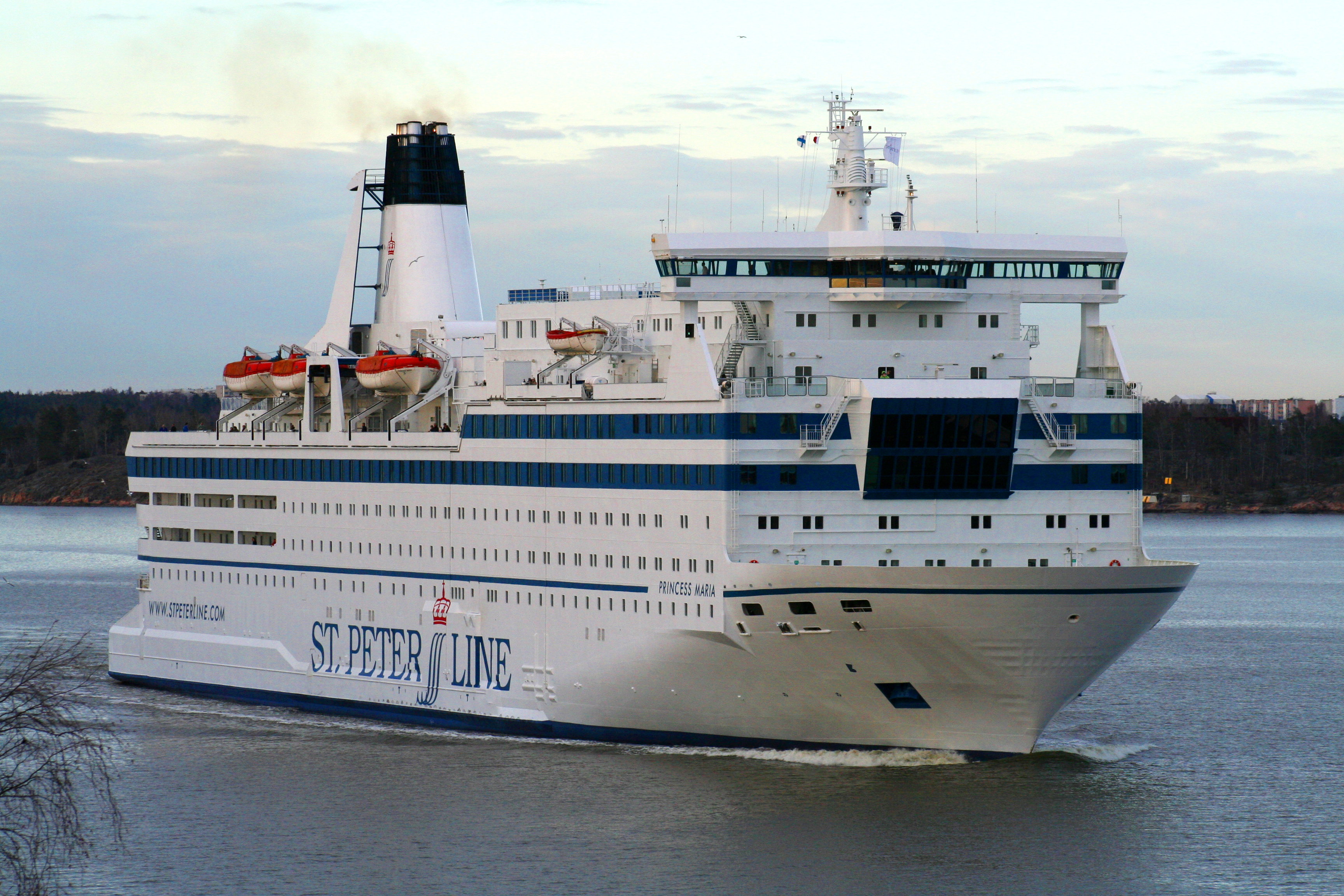
L'allora Princess Maria in servizio per St. Peter's Line a Helsinki nel 2010.

Dai primi del mese fino al 25 febbraio 2014, viene noleggiato alla Russian State Co e viene impiegato come hotel galleggiante durante i giochi invernali di Sochi assieme allo SNAV Toscana.
Il 9 novembre 2016, in seguito all'ingresso in St. Peter's Line da parte di Moby, passa alla compagnia italiana, venendo ribattezzato Moby Dada ed issando bandiera italiana. 

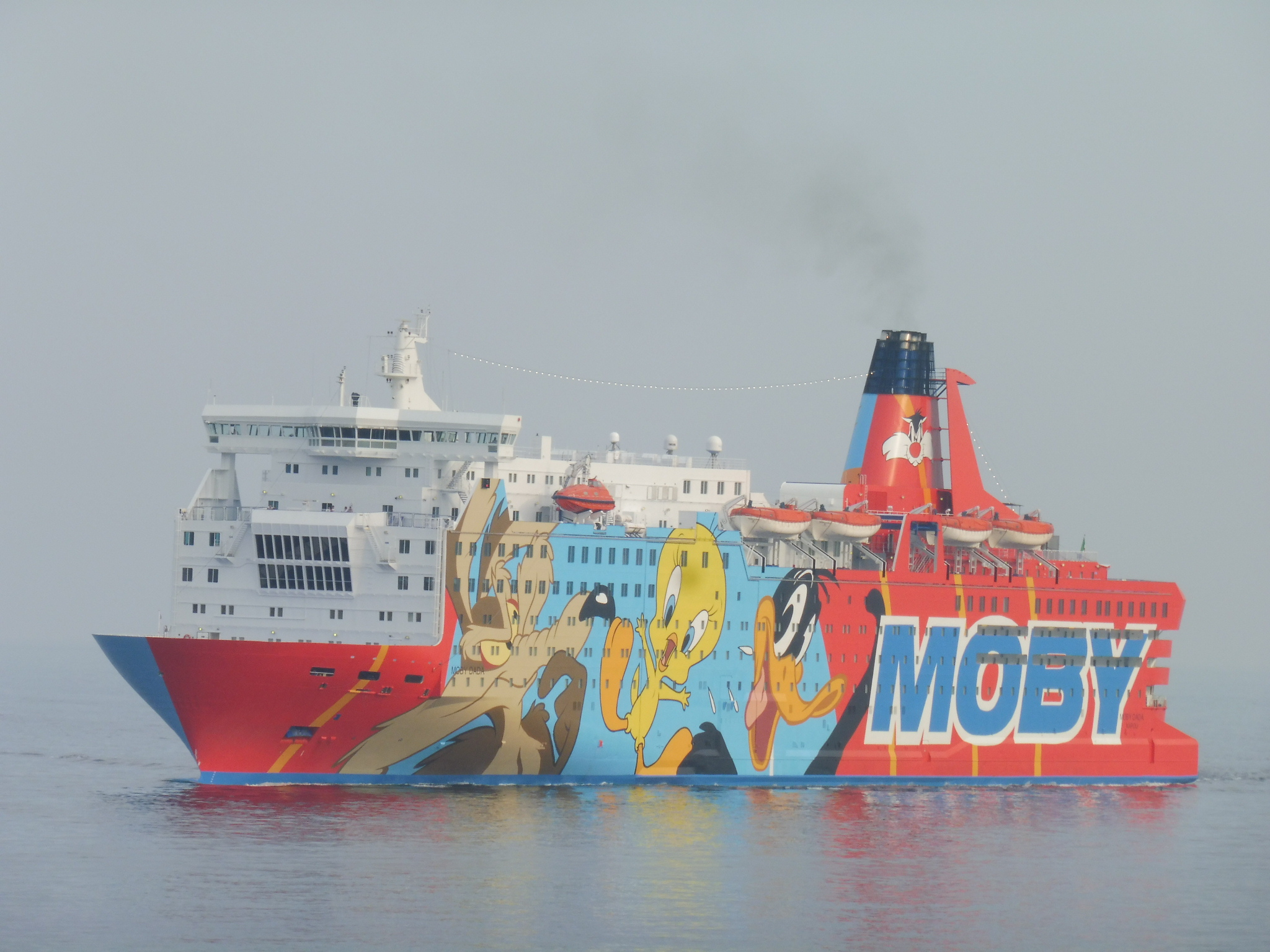
Il Moby Dada in arrivo a Nizza nel giugno del 2017.

A partire dal 2 giugno 2017 prende servizio sulla Nizza-Bastia e sulla Genova-Bastia in rotazione con il Moby Corse e con il Moby Zazà.
Nell'autunno 2017 viene noleggiato al governo spagnolo e impiegato come hotel galleggiante per gli agenti di polizia a Barcellona, nel contesto del referendum sull'indipendenza della Catalogna del 2017. In quell'occasione la Warner Bros., per evitare un danno d'immagine, fece oscurare con un telo nero le immagini del canarino Titti e del gatto Silvestro sulla fiancata della nave.
A partire da marzo 2018 torna in servizio per conto della Tirrenia CIN nei collegamenti tra Napoli, Palermo e Cagliari in sostituzione dei gemelli Amsicora e Bonaria, tornati in flotta Grimaldi Lines alla scadenza del noleggio.
Nella stagione estiva 2018 viene impiegato sulla Civitavecchia-Olbia in coppia con il Moby Tommy.
Da settembre 2018 prende servizio nei collegamenti da Civitavecchia a Cagliari ed Arbatax, suscitando numerose proteste per la sua vetustà e conseguente lentezza.
Nella stagione estiva 2019 continua a operare per conto di Tirrenia CIN nei collegamenti tra Civitavecchia, Arbatax e Cagliari.
Nell'estate 2021 opera sulla Civitavecchia-Cagliari in coppia con il Moby Zazà fino ad agosto, quando viene disarmato a Civitavecchia.
Dal 1º gennaio al 9 maggio 2022 viene noleggiato al Ministero dell'interno e impiegato come nave-quarantena nell'ambito dell'emergenza sbarchi in Sicilia tra i porti di Trapani e l'Lampedusa. Rientrato in servizio per Tirrenia CIN a giugno, prende servizio sulla Genova-Porto Torres.
Il 15 giugno 2022 torna in servizio per Moby Lines nel collegamento tra Genova e Bastia, dove rimane per tutta la stagione estiva.

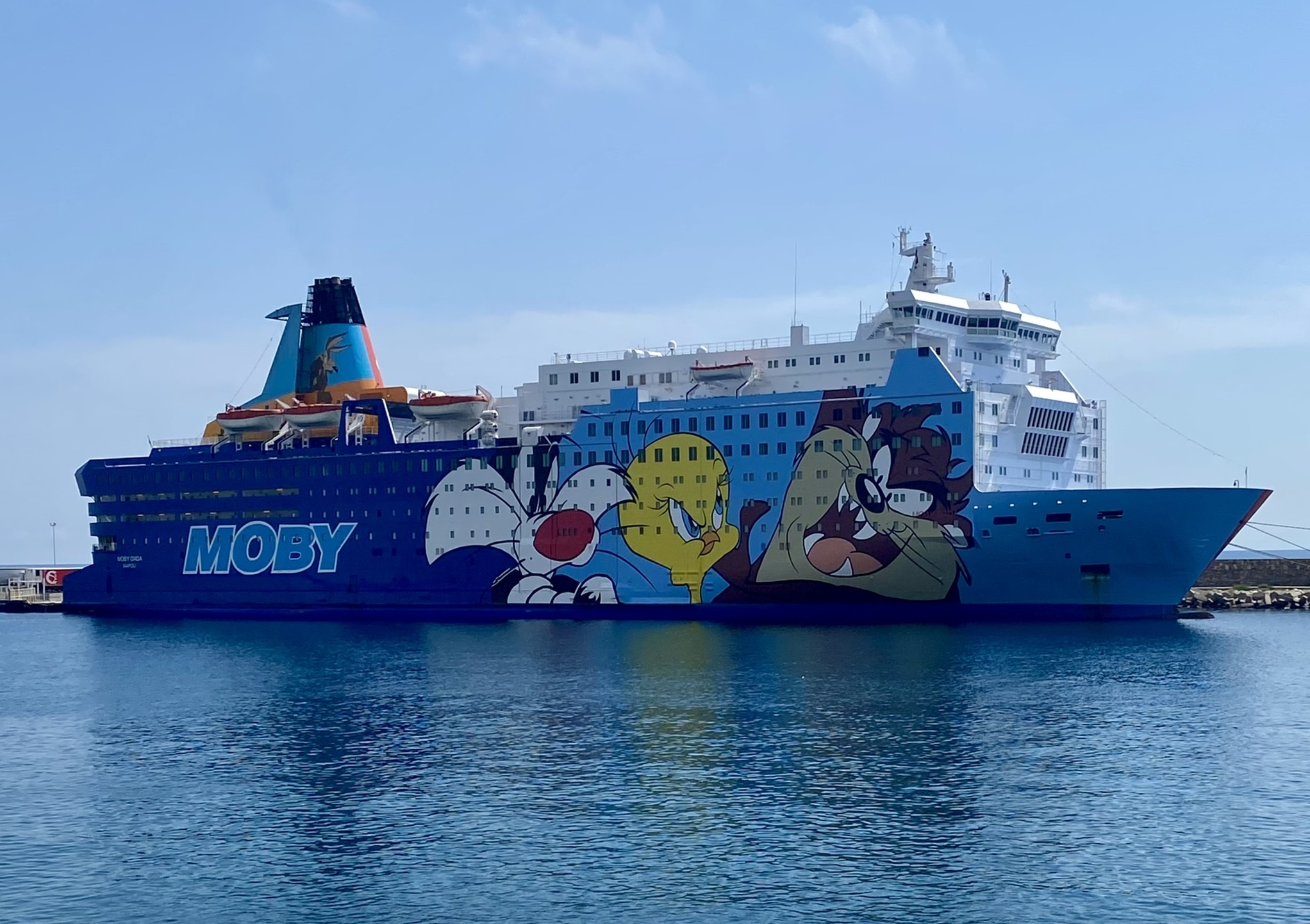
Il Moby Dada a Bastia.

Nel 2023 rimane tutto l'anno in disarmo a Genova.
A gennaio 2024 viene noleggiato ad Algérie Ferries e si reca in cantiere a Genova per mettere la livrea di quest'ultima. Da febbraio dello stesso anno opera tra i porti di Marsiglia, Alicante, Algeri e Orano.
A settembre 2024 termina il noleggio con Algérie Ferries e si reca in cantiere a Genova, dove viene posto in disarmo e successivamente trasferito a Livorno.

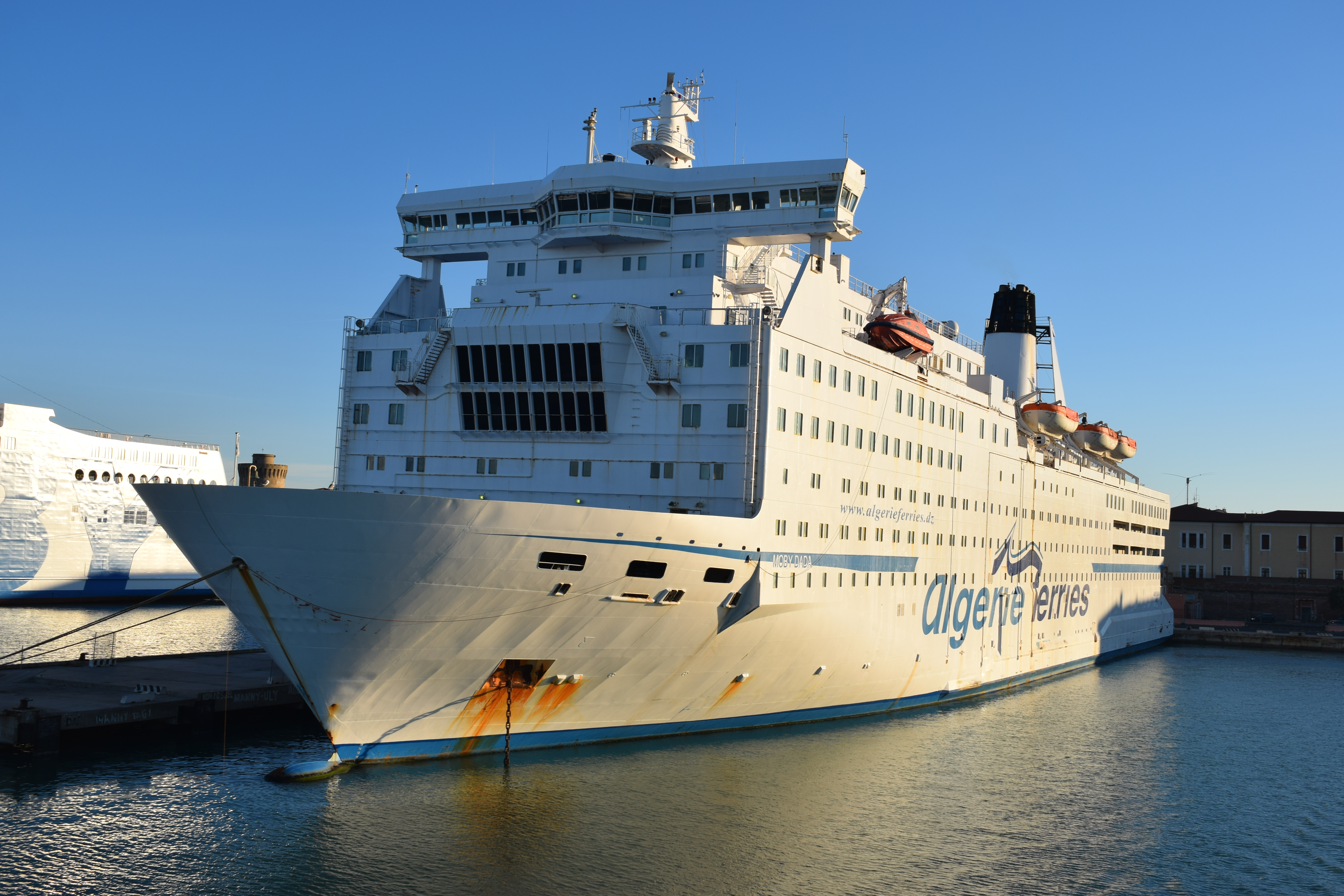
Il Moby Dada ormeggiato a Livorno a gennaio 2025.

Il 13 marzo 2025 ne viene annunciata la vendita per demolizione e il 21 maggio salpa al traino del rimorchiatore Iraklis Z per i cantieri di Aliağa, dove giunge la mattina del 30 maggio e, posizionatosi alla fonda, viene spiaggiato il 4 giugno successivo.

## Incidenti
Verso le 00:30 del 28 giugno 2019, un passeggero di 56 anni è stato visto gettarsi in mare dal Moby Dada, che era in navigazione da Civitavecchia a Cagliari. All'allarme prontamente seguito, dopo ricerche effettuate dalla motovedetta CP 284 partita dal porto di Fiumicino, di un velivolo Manta della Guardia Costiera decollato dalla base di Pescara, nonché dello stesso traghetto e di altre tre navi in transito (la Athara della Tirrenia, la Costa Diadema e la Emerald Princess) dirottate in zona dall'Autorità Marittima sulla scorta delle vigenti norme sul soccorso marittimo, il corpo del passeggero è stato avvistato e recuperato verso le 18:00 del 29 giugno e condotto da un'unità navale della Guardia Costiera al porto di Cagliari.

## Navi gemelle
- Saga (ex Stena Saga)